# فرودگاه نیروی هوایی سلطنتی بروگن
فرودگاه نیروی هوایی سلطنتی بروگن (به انگلیسی: RAF Bruggen) یک فرودگاه ایستگاه پروازی است . این فرودگاه در کشور انگلستان قرار دارد .